# Banhong-Zwischenfall
Der Banhong-Zwischenfall im Jahr 1934 war ein gegen eine Invasion der Briten geführter Kampf der Republik China in der Region von Banhong (Cangyuan, Yunnan) im birmanisch-chinesischen Grenzgebiet, an dem insbesondere die dort beheimatete Mon-Khmer-Bevölkerungsgruppe der Va (Wa) beteiligt war. Der Kampf wurde überwiegend um die Silberminen geführt.
Der namensgebende Schauplatz des Konfliktes, Banhong, liegt nahe der birmanischen Grenze im Westen des heutigen Autonomen Kreises Cangyuan der Va der bezirksfreien Stadt Lincang im Westen der chinesischen Provinz Yunnan.
Seit 1927 führten die Briten im Cangyuan-Gebiet geheime Erkundungen nach Bodenschätzen durch und begannen 1933 mit dem Bau von Straßen. Im Januar 1934 besetzten bewaffnete britische Truppen die Silber-Bergwerke. Dies löste bei den Va Entrüstung aus. Hu Yushan, der Führer der Banhong-Region, rief die benachbarten Volksgruppen zu einer Versammlung nach Banhong ein. Drei Va-Armeen wurden zum Kampf gegen die britischen Invasoren aufgestellt. Am 8. Februar gelang es den Va-Kräften, die Briten am Nanyi-Fluss zu stoppen. Drei Tage später brannten die Briten über zehn Va-Dörfer nieder, was zu noch größerer Entrüstung unter der einheimischen Bevölkerung führte. Freiwilligentruppen wurden organisiert, um die britischen Invasoren aus der Banhong-Region zu vertreiben.
Später führten beide Seiten Verhandlungen zur Beilegung des Konfliktes. Da die Begebenheit der Vertreibung britischer Invasoren von der Bevölkerungsgruppe der Va (insbesondere aus den Volksgruppen der Banhong und Banlao) angeführt wurde – die seit der Zeit der Qing-Dynastie einen hohen Grad an Autonomie genoss (Schram) – und in Banhong und umliegenden Regionen stattfand, wird sie als „Banhong-Zwischenfall“ bezeichnet.
Eine „Bündnisvertrags-Stele“ zur Erinnerung an den Widerstand der Bevölkerung von Banhong gegen die Briten steht seit 1993 auf der Liste der Denkmäler der Provinz Yunnan.

### Nachschlagewerke
- Cihai („Meer der Wörter“), Shanghai cishu chubanshe, Shanghai 2002, ISBN 7-5326-0839-5

## Glossar
(zur Thematik Banhong Kang-Ying, nach ly.lincang.cn (Seite nicht mehr abrufbar, festgestellt im Januar 2019. Suche in Webarchiven) u. a.)
Banhong Kang-Ying douzheng shi “班洪抗英”斗争史; Banhong Kang-Ying douzheng “班洪抗英”斗争; Banhong Kang-Ying jinian bei “班洪抗英纪念碑”; Banhong Kang-Ying douzheng jinianguan “班洪抗英”斗争纪念馆; Banhong Kang-Ying douzheng “班洪抗英”斗争; Banhong Kang-Ying wenhua yanjiu “班洪抗英”文化研究; Banhong Kang-Ying mengzhizhi “班洪抗英盟誓址”; Maolong yinkuang zhi “茂隆银矿址”; Banhong Kang-Ying jishi 班洪抗英纪实